# Etheostoma acuticeps
Etheostoma acuticeps là một loài cá thuộc họ Percidae. Nó là loài đặc hữu của Hoa Kỳ.